# جوشوا فاريس
جوشوا فاريس (بالإنجليزية: Joshua Farris)‏ هو متزلج فني أمريكي، ولد في 6 يناير 1995 في رينتون في الولايات المتحدة.

## وصلات خارجية
- الموقع الرسمي
- جوشوا فاريس على موقع الاتحاد الدولي للتزلج (الإنجليزية)